# أحمد أبو عقيل
أحمد بن الحاج الأحسن البعقيلي (ولد 1939، الدار البيضاء) رجل دين وكاتب ورئيس تحرير عدة جرائد مغربية.

## نشأته
ولد أحمد أبوعقيل في مدينة الدار البيضاء في المغرب سنة 1939 م، حفط القرآن الكريم في سن مبكرة ثم التحق بجامعة القرويين بفاس فدرس فيها على يد كبار العلماء في عصره كأحمد الصقلي في التوحيد وأحمد العمراني في الفقه ومحمد بن الحسن في اللغة. كما أخذ الأدب عن عبد الهادي التازي والحاج إدريس بن العابد العراقي وعبد الواحد العراقي. وكذلك درس على أحمد الشبيهي والحلوي وغيرهم.

### مسيرته
إنخرط أحمد أبوعقيل في سلك رجال التعليم كمدرس لمدة 24 سنة، كتب خلالها كتبا ومقالات في جميع الصحف المغربية كالعلم - الاختيار- الانطلاقة، رسالة الأمة، الحدث والهلال إلى أن تقلد منصب رئيس تحرير جريدة منبر الشعب سنة 1992 م. وقد إنخرط أحمد أبو عقيل في رابطة علماء المغرب سنة 1995. وهو عضو منظمة كتاب بلا حدود ومقرها بألمانيا.

## مؤلفاته
لأبو عقيل عدة مؤلفات من بينها:
- التفسير البعقيلي
- منطلق الإسلام
- ديوان الأصالة والمعاصرة
- الدرر النفيسة
- المختار في المحفوظات
- الشافية في مدح خير البرية
- قدوة المريد
- جنان الأصفياء من عباد الله الأتقياء
- جنان الأدب، في جزئين.
- الابتهاج بنصوص الاحتجاج.

### التفسير البعقيلي
له كتاب في التفسير معروف بالتفسير البعقيلي، تميز المفسر بالحفاظ على موطنية رواية الإمام ورش اعتبارا أن المغاربة يلازمونه كما اعتمد في أسلوبه على الوضوح واختبار الكلمات البسيطة بعيدا عن التنميق والتزويق حتى يتسنى لجميع الناس فهم مقصود الأيات مستشهدا بأحداث العصر وما يجري ويدور على الأرض.

## وصلات خارجية
- موقع الشيخ أحمد أبوعقيل